# Панашаж
Панаша́ж (фр. panachage — змішування) — у виборчому праві встановлений законом дозвіл виборцю голосувати за кандидатів різних партійних списків. Використовується у Швейцарії, Швеції, Норвегії.
У Швейцарії виборець має стільки голосів, скільки депутатів вибирається в окрузі. У виборчому бюлетені він може замінити у списку партії, яку він підтримує, кандидатів на кандидатів з іншого партійних списків.
При панашажі виборець орієнтується насамперед на особистості. Він може вписати у виборчий список осіб з різних партій, які відповідають його критеріям.